# イルカと少年 (映画)
『イルカと少年』（原題: Dolphin Tale）は、2011年のアメリカのドラマ映画。漁船網に引っかかり尾びれを失くしたバンドウイルカのウィンターと、彼女のためにイルカの義尾を作ろうとする人々を、イルカに出会った少年との絆を通して描いたノンフィクション作品となっている。2020年4月28日時点、この映画は日本国内の中学校2年の英語の教科書に引用され、あらすじが載せられている。

## 物語について
各種動画配信サービスの予告編にはオープニングとそれが終了してからの一部のみが用いられてはいるものの、話の内容があまり見えてこない不透明な内容になっている。ただ、配給会社のワーナーには予告編が残っているようで、YouTubeから閲覧ができる。

## あらすじ
11歳のソーヤーはスポーツも特にできなければ、成績も悪く友達もいない少年。ある日海岸で罠にかかったイルカに出会う。近くにいたおじいさんが助けたいから携帯を貸してくれと言ってきたが、ソーヤーは先に罠を外してあげて喋りかけた。それはイルカと会話しているようだった。そのイルカはウィンターと名づけられ、水族館に入院することになった。ソーヤーは水族館に通いウィンターに会いに行くようになった。ソーヤーはウィンターと意思疎通ができている様で、他のスタッフが餌を与えても食べないのにソーヤーなら食べた。それを見た水族館の職員はウィンターとソーヤーの特別な関係を尊重した。この時ソーヤーには「ウィンターを守り抜こう」という情熱が生まれた。罠によるウィンターのケガは想定外にひどく、新たに菌に感染したため尾びれを切り落とすことになった。通常尾びれを失ったらイルカは死ぬと言われていたが、ウィンターは泳ごうと一生懸命体を動かしていた。しばらくすると学校の夏季補習をサボって水族館に通っていることが母ロレーヌにバレてしまう。ロレーヌはソーヤーが懸命に世話するところを実際に目にして納得し学校に補習の免除を求めたが受け入れられなかった。しかしソーヤーはウィンターの世話をやめずに続けていた。一方のウィンターは泳ごうとしていたが、このままでは脊髄を損傷して死んでしまう。そこでソーヤーは人工尾びれの開発を提案する。金銭的に実行は不可能と思われたのでソーヤーはホームページで募金を募ることを考える。マスコミにも注目され人工尾びれを作ることが決定した。しかしウィンターは人工尾びれを気に入らず壊してしまう。ソーヤーが言うには擦れてしまい痛いと言うのだ。試行錯誤を繰り返し尾びれは完成する。そしてウィンターの資金集めのショーを行うことになった。この頃にはソーヤーの活動を認めた先生も補習を免除してくれていた。ウィンターはショーで見事な泳ぎを披露した。資金難でホテル建設のため敷地を売却していたが、ショーを見た事業主は水族館を継続する事を認めてくれた。ウィンターは今も元気にフロリダで人工尾びれを使って泳いでいる。

## 登場人物
- クレイ・ハスケット

演 - ハリー・コニック・Jr.
博士。
- ソーヤー・ネルソン

演 - ネイサン・ギャンブル
11歳の少年。学校が嫌いで内気。
- ロレーヌ・ネルソン

演 - アシュレイ・ジャッド
ソーヤーの母親。
- キャメロン・マッカーシー

演 - モーガン・フリーマン
博士。義足や義手を作っている。軍人病院に勤務している。
- カイル・コネラン

演 - オースティン・ストウェル
ソーヤーのいとこ。競泳選手。練習費用を稼ぐために軍隊に入る。しかし、爆発事故に巻き込まれ、脊髄を負傷して片足が動かなくなってしまう。
- リード・ハスケット

演 - クリス・クリストファーソン
クレイの父。
- ヘイゼル・ハスケット

演 - コージー・ズールスドーフ
クレイの娘。
- ウィンター

演 - ウィンター
イルカ。

## キャスト
| 役名                         | 俳優                         | 日本語吹替     |
| ---------------------------- | ---------------------------- | -------------- |
| クレイ・ハスケット博士       | ハリー・コニック・Jr.        | てらそままさき |
| ソーヤー・ネルソン           | ネイサン・ギャンブル         | 小林由美子     |
| ロレーヌ・ネルソン           | アシュレイ・ジャッド         | 佐々木優子     |
| リード・ハスケット           | クリス・クリストファーソン   | 勝部演之       |
| キャメロン・マッカーシー博士 | モーガン・フリーマン         | 池田勝         |
| カイル・コネラン             | オースティン・ストウェル     | 土田大         |
| グロリア・フォレスト         | フランシス・スターンハーゲン | 沢田敏子       |
| フィービー                   | オースティン・ハイスミス     | 宮島依里       |
| イルカのウィンター           | ウィンター                   |                |

- 日本語吹替その他：津田英三、田中完、魚建、武田華、河本邦弘、片貝薫、岩崎了、原島梢、高橋里枝、高橋英則

- 日本語版制作スタッフ 演出：羽田野千賀子、翻訳：徐賀世子、調整：手塚孝太郎、制作：HALF H・P STUDIO

## 続編
イルカと少年2（2014年）